# Maulds Meaburn
Maulds Meaburn är en by (village) i Cumbria, i nordvästra England.